# Битва при Аль-Фуле
Битва при Аль-Фу́ле — сражение между армией сарацинов под командованием Салах ад-Дина и войсками Иерусалимского королевства во главе с Ги де Лузиньяном в районе деревни Аль-Фуле (ныне — Афула) в 1183 году. Битва свелась к перестрелке, не выявившей победителя.

## Предыстория
В мае 1182 года Салах ад-Дин вторгся в Иерусалимское королевство со стороны Эйлата и Галилеи. В летнее время ему успешно противостоял король Балдуин IV Иерусалимский в кампании у замка Бельвуар, однако земли крестоносцев сильно пострадали от набегов сарацин. К сентябрю 1183 года измученный проказой Балдуин IV Иерусалимский уже не мог управлять государством. Регентом был назначен муж сестры короля Сибиллы Ги де Лузиньян.

## Кампания
24 августа 1183 года Салах ад-Дин вернулся в Дамаск, покорив Алеппо и несколько городов в Месопотамии. В сентябре он начал новое масштабное вторжение в Иерусалимское королевство. Перейдя реку Иордан, Салах ад-Дин разграбил заброшенный город Байсан. Двигаясь на запад до Изреельской долины, Салах ад-Дин разместил свою армию около колодцев примерно в 8 км к юго-востоку от деревни Аль-Фуле. В то же время мусульманский лидер отправил отряды для разграбления окрестностей. Налётчики уничтожили деревни Дженин и Афрабала, напали на монастырь на горе Фавор и уничтожили гарнизон Керак, пытавшийся присоединиться к армии крестоносцев.
Ожидая нападения, Ги де Лузиньян собрал войско крестоносцев у Сефории. Когда дозорные сообщили о движении сарацин, Ги де Лузиньян отправил армию к небольшому замку в Аль-Фуле (La Fève). Его армия была увеличена за счет паломников и итальянских моряков до 1 300 всадников и более 15 000 пехотинцев. Это была крупнейшая крестоносная армия «на памяти живущих».

## Битва
Мусульманские летописцы упоминают, что мамлюки Салах ад-Дина во главе с Джордуком ан-Нури и Джавили столкнулись с неожиданной атакой крестоносцев, но они укрепились у подножия горы и заставили крестоносцев отступить.
 «Мусульмане преследовали стрельбой из лука и изматывали постоянными атаками; франки были вынуждены перейти к маршу, и поэтому перестрелка так и не стала сражением»
Будучи не в состоянии остановить врагов или спровоцировать их на открытое сражение, Салах ад-Дин увел свою армию вниз по течению реки Иордан. Франкская армия разбила лагерь вокруг колодцев (на месте бывшего лагеря сарацин) и оставалась пассивной в течение восьми дней, отказываясь принимать бой. Сарацины пытались провоцировать франков, перехватывая их конвои снабжения. Вскоре ситуация с провизией стала критической. По счастью крестоносцы обнаружили немалое количество рыбы в Айн-Тубауне, что позволило им избежать голода в условиях блокады.
Затем Салах ад-Дин двинулся к горе Фавор, надеясь заманить франков в засаду. Вместо этого Ги де Лузиньян отступил к Аль-Фуле. Во время этого движения армия сарацин развернулась и снова набросилась на крестоносцев, но они были не в состоянии остановить или сорвать движение. Салах ад-Дин, также испытывавший проблемы со снабжением, решил закончить кампанию. После этого Ги де Лузиньян вернулся к главной базе в Сефории.

## Последствия
Ги де Лузиньян успешно сорвал вторжение Салах ад-Дина, сохранив нетронутой свою армию. Но, как и в 1182 году, сарацинские набеги причинили значительный ущерб сельскохозяйственным культурам и деревням. Регента подвергли резкой критике за нерешительность, однако некоторые бароны, такие как Раймунд III, поддержали его осторожную стратегию. Они отметили, что армия Салах ад-Дина размещалась на пересеченной местности, непригодной для франкской тяжелой кавалерии. Вскоре после этой битвы Ги де Лузиньян лишился поста регента. Когда Ги де Лузиньян командовал армией крестоносцев в следующий раз, ему напомнили о том, сколь серьёзной критике он был подвергнут, избегая сражения в 1183 году. В итоге он пошёл на необдуманные шаги, приведшие к полной катастрофе в битве при Хаттине в 1187 году.